# Zayd ibn Arqam
Zayd ben Arqam ( ? -env. 688) est un compagnon de Mahomet, prophète de l'Islam.
Juste après sa conversion à l’islam, il a participé à la bataille du fossé aux côtés de Mahomet (627). Par la suite, il a participé aux autres batailles. À la mort de Mahomet, il n’a pas prêté allégeance à Abû Bakr avant qu'`Alî ne le fasse.
Il a rapporté un certain nombre de hadiths. Dans le sahih de Muslim, il est cité comme l’origine du hadith des deux choses importantes. Dans ce hadith, Mahomet aurait donné la définition de l’expression gens de la maison (Ahl al-Bayt).